# Joseph DeCamp
Joseph DeCamp né le 5 novembre 1858 à Cincinnati (Ohio), mort le 11 février 1923 est un peintre impressionniste américain. Il était membre des Ten American Painters.

## Biographie
Après avoir étudié les arts plastiques avec Frank Duveneck, il part avec lui et quelques camarades d'études à l'Académie royale de Munich au milieu des années 1870. Il reste quelque temps à Florence en Italie et en 1883 retourne à Boston. Il devient membre de la Boston school dirigée par Edmund Charles Tarbell et Emil Otto Grundmann et se concentre sur la peinture de portrait. Dans les années 1890 il adopte le tonalisme.

## Galerie

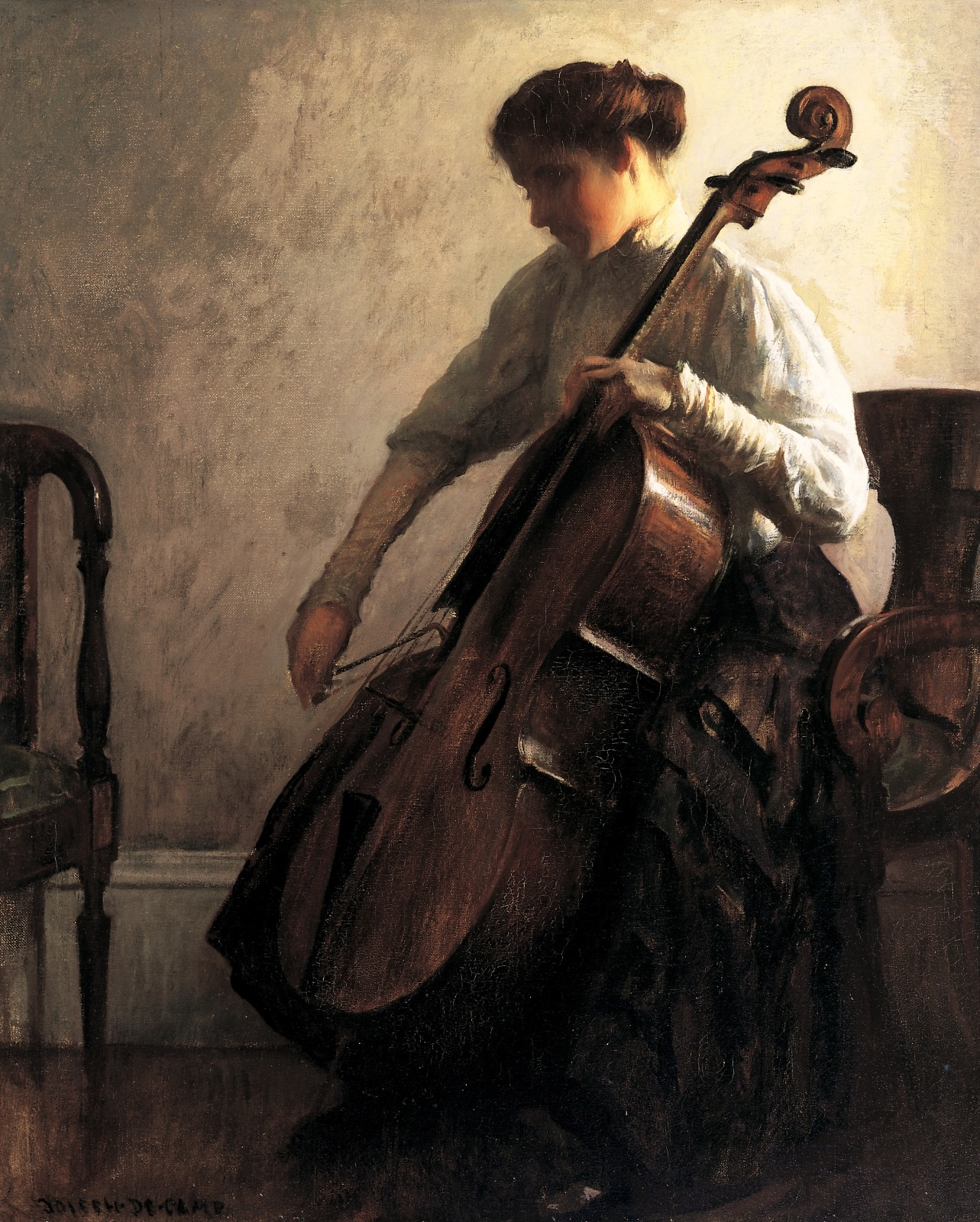
the cellist,
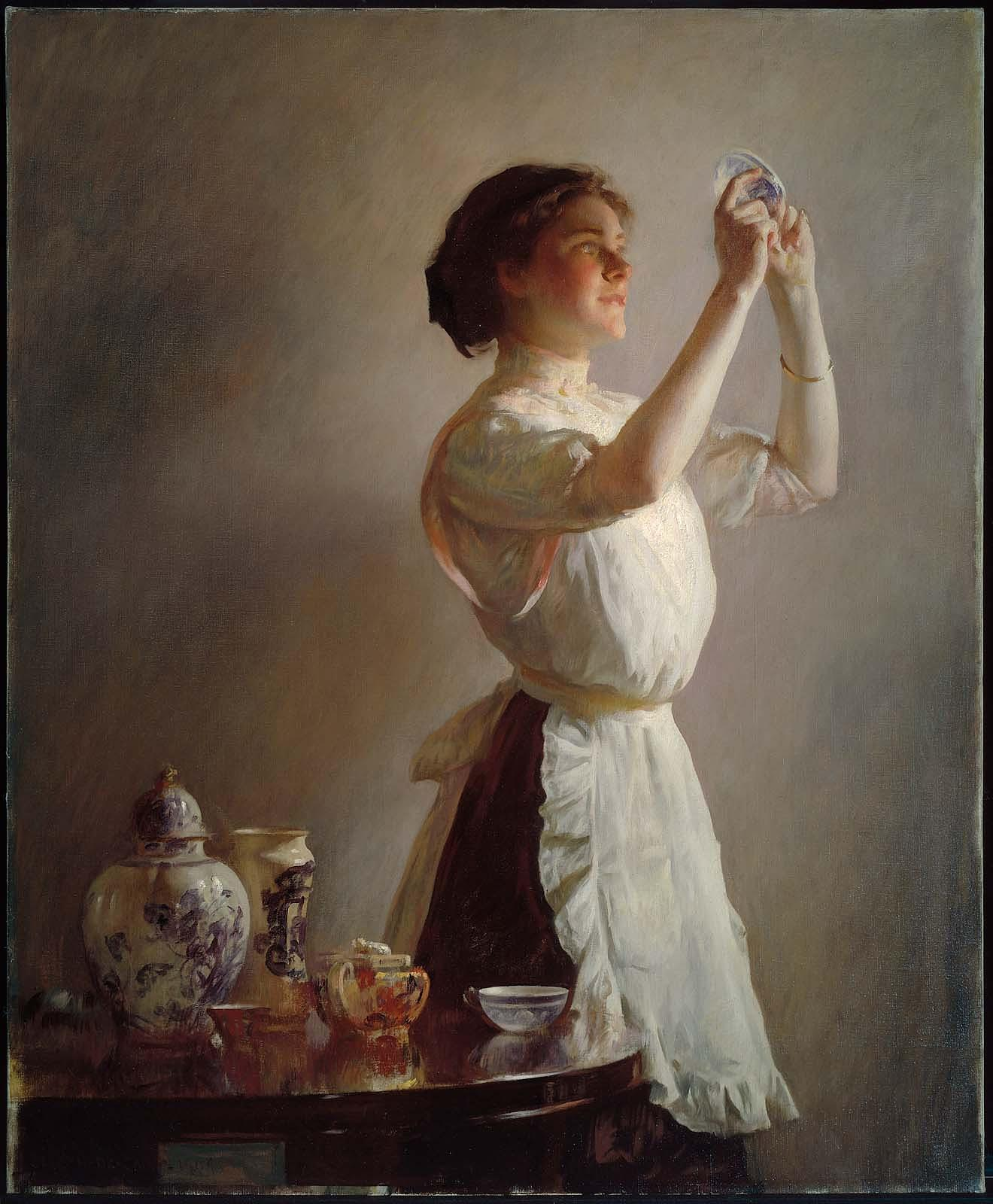
the blue cup,
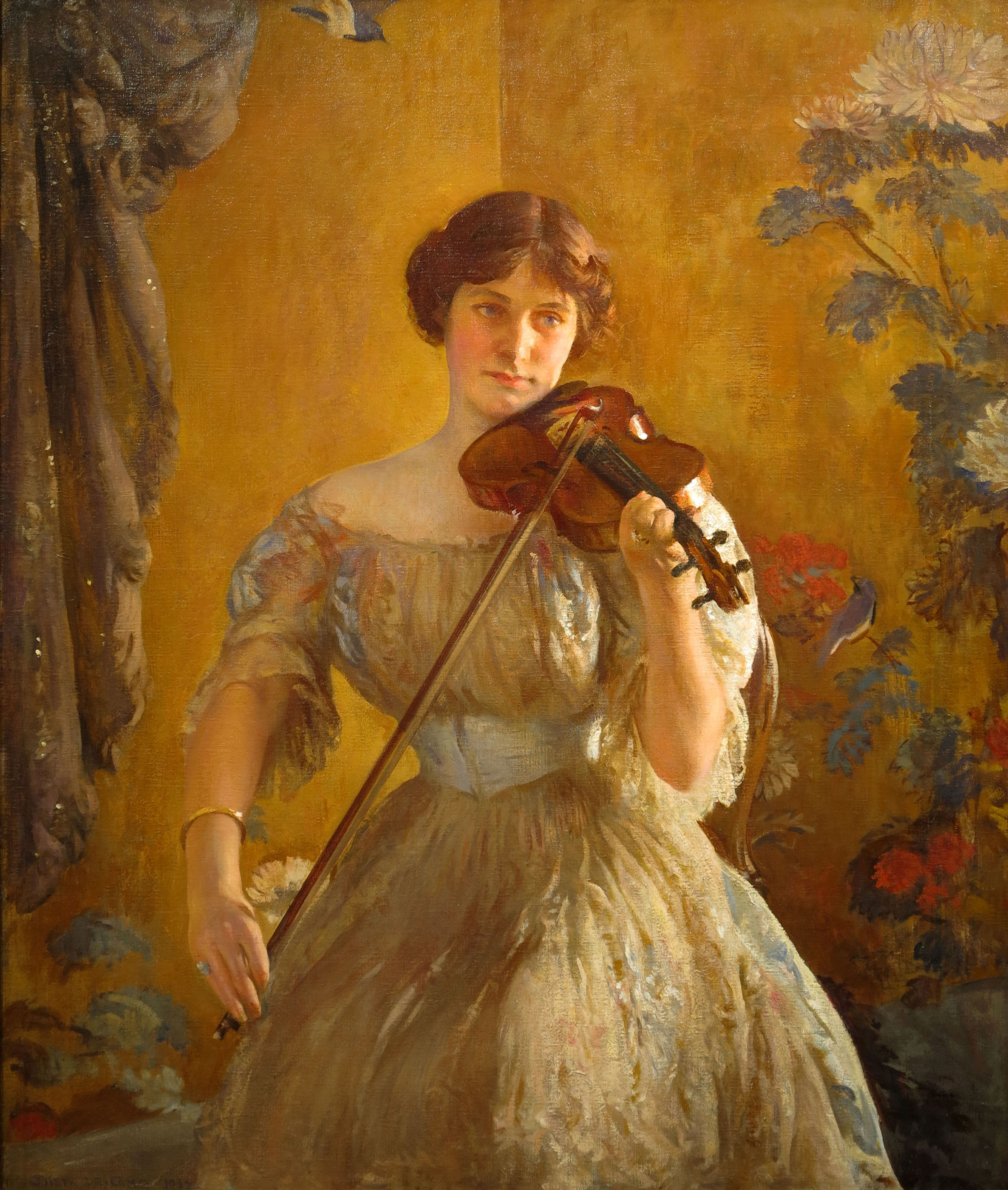
the kreutzer sonata,